# Escada Cássia

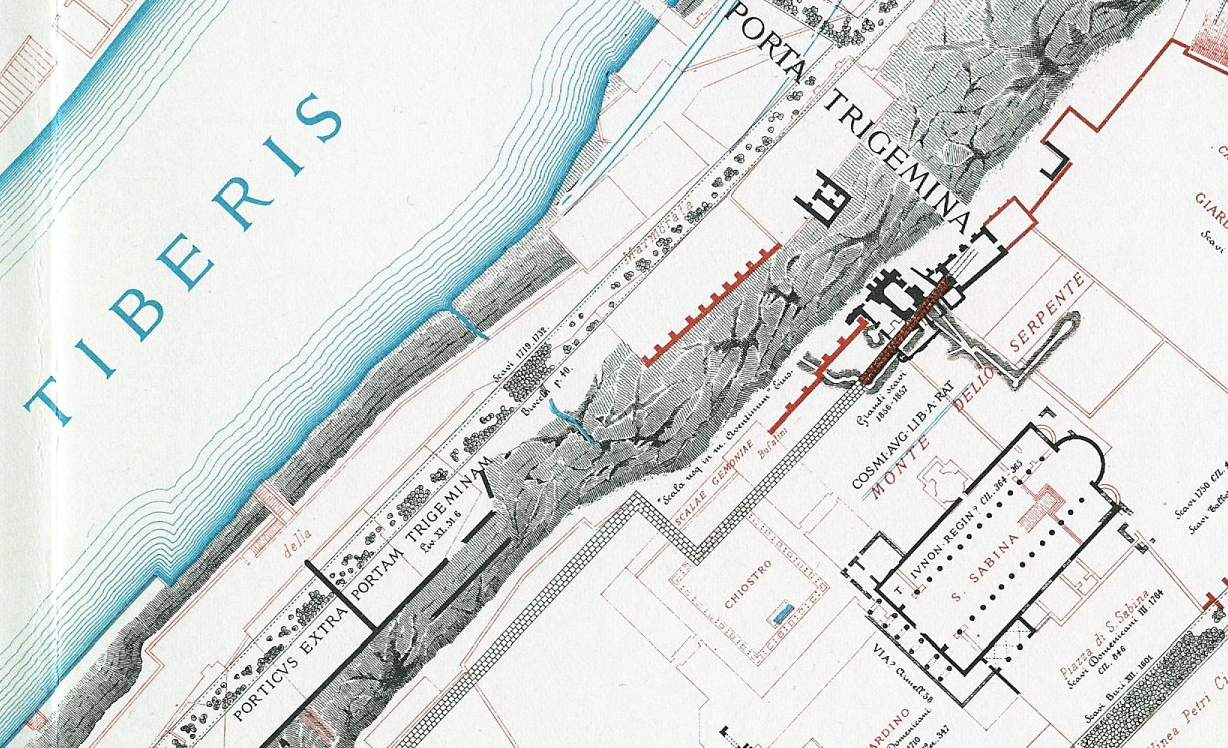
Escada Cássia

Escada Cássia (em latim: Scalae Cassi) era uma escadaria da Roma Antiga que permitia o acesso ao monte Aventino a partir da margem do Tibre. Apesar de ter sido citada nos Catálogos regionários como parte da Regio XIII Aventino, sua localização exata é incerta.

## Descrição
Uma "scala mediana" é citada numa inscrição funerária de um comerciante de legumes e vegetais, localizada provavelmente perto do Porticus Fabaria. É possível que a Escala Cássia esteja no moderno Parco di Sant'Alessio, entre a Basílica de Santa Sabina e a Santi Bonifacio e Alessio, onde hoje está o antigo Vicolo di Santa Sabina. 
As ruínas desta escadaria foram chamados por Rodolfo Lanciani, em sua "Forma Urbis", de Scalae Gemoniae (vide Escadas Gemônias).. Ao longo do Tibre, com base na ordem das citações nos Catálogos regionários, aparentemente a Escada Cássia ficava entre o Fórum Pistório, mais ao norte, e o Porticus Fabaria, mais ao sul.